# Institut limnologique d'Irkoutsk
L'Institut limnologique d'Irkoutsk, également Institut de Limnologie (en russe : Лимнологический институт, transcrit Limnologicheskiy institut), est un institut de recherche en limnologie, situé à Irkoutsk en Russie. Agissant une des branches de la division sibérienne de l'Académie des sciences de Russie, ses recherches portent notamment sur le lac Baïkal dont il est proche.